# Restrepia tabeae
Restrepia tabeae är en orkidéart som beskrevs av Hartmut Mohr. Restrepia tabeae ingår i släktet Restrepia och familjen orkidéer. Inga underarter finns listade i Catalogue of Life.